# Fontaine des Agenouillés (Gand)
La Fontaine des Agenouillés ou Fontaine des Éphèbes Agenouillés (Bron der Geknielden en néerlandais)est une œuvre du sculpteur symboliste belge George Minne située au centre de la ville de Gand, dans la province de Flandre-Orientale en Belgique.

## Localisation
Le monument se dresse sur la place Emile Braun au centre de Gand entre le beffroi et l'église Saint-Nicolas, dans l'axe du chevet de cette dernière.

## Historique

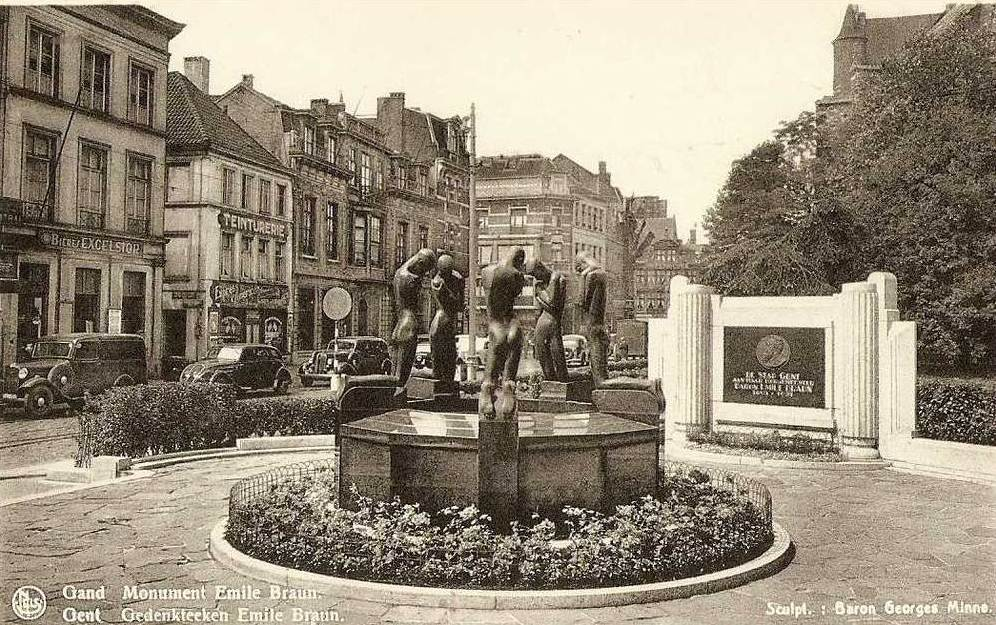
Le monument avec le bassin original vers la fin des années 1930.

La Fontaine des Agenouillés est le groupe statuaire le plus célèbre et le plus réussi du sculpteur symboliste George Minne. L'art introverti de Minne atteint dans ce chef-d'œuvre de la sculpture symboliste un maximum de clarté et de simplicité formelle.
Minne en crée le thème en 1898 et en réalise plusieurs versions en plâtre, marbre et bronze, au cours des décennies qui suivent.
La version de Gand est présentée pour la première fois en 1930 à l'occasion des Floralies de Gand, puis installée au pied du Beffroi le 19 juillet 1937 en tant que monument dédié au bourgmestre Émile Braun (Emile Braunmonument). 
Elle est appelée familièrement de pissertjes ou de pisserkes (les petits pisseurs) par les Gantois,.
À l'automne 2009, la disposition originale est détruite : la fontaine est dissociée de la stèle portant la dédicace au bourgmestre Émile Braun. Les sculptures sont déposées pour permettre des recherches archéologiques dans le cadre de la reconstruction de la place Émile Braun. Les statues, attaquées par la pollution, sont restaurées et recouvertes d'une couche de cire protectrice et le bassin en basalte est entièrement remplacé. La fontaine est remontée le 30 août 2012 au centre de la place Émile Braun.

## Description
L'œuvre représente cinq adolescents agenouillés, nus, les bras croisés et les têtes penchées, qui méditent sur le rebord d'un bassin de pierre et symbolisent l'âme condamnée éternellement à la méditation par peur de la vie,.
Les personnages fragiles et introvertis témoignent d'une grande charge émotionnelle.
Le critique d'art allemand Julius Meier-Graefe qualifia cette œuvre de « première sculpture de notre nouvelle époque ».
À Gand, le bassin de pierre est réalisé en basalte noir alors qu'il est fait de pierre bleue (petit granit) à Bruxelles.

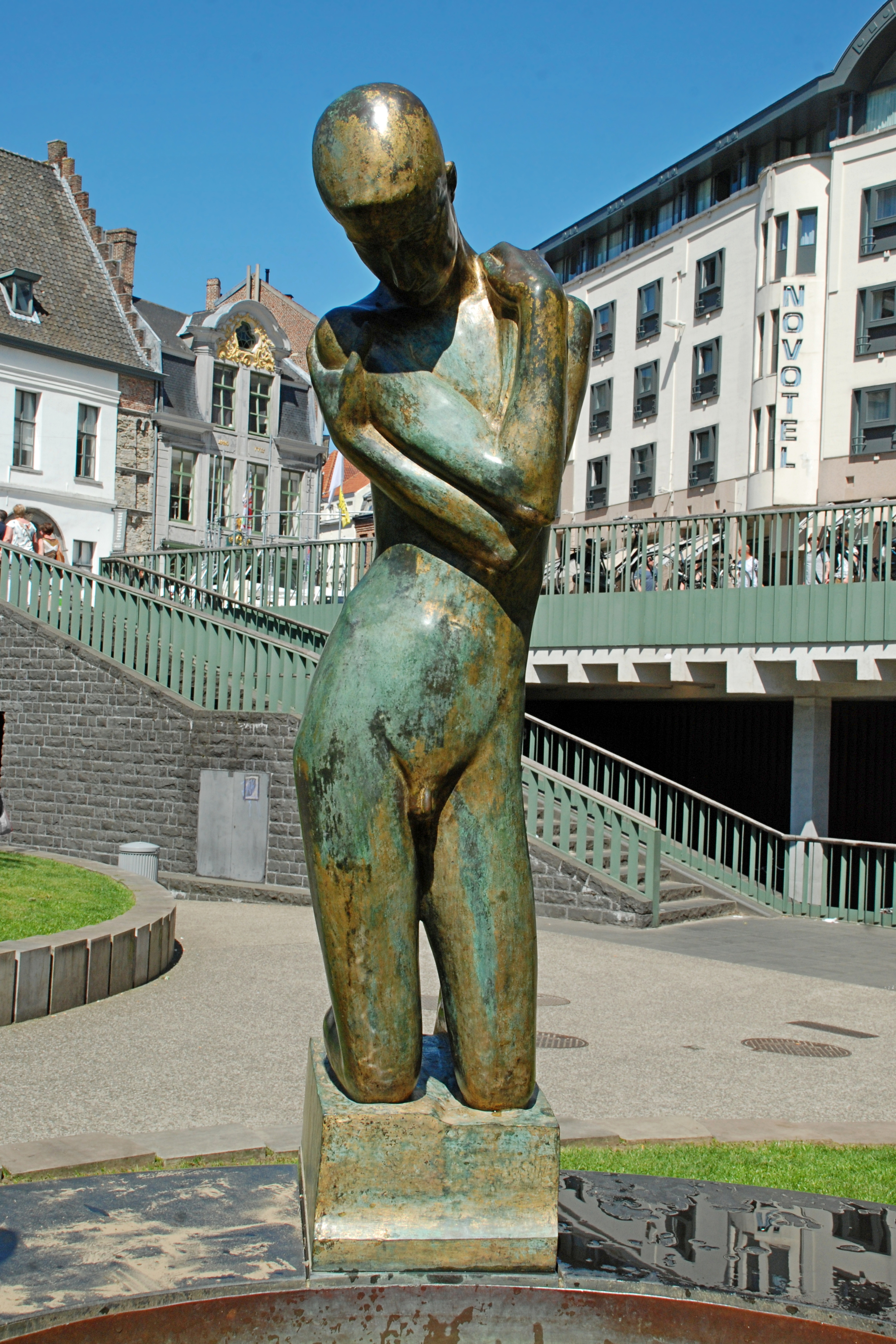
Un des adolescents.
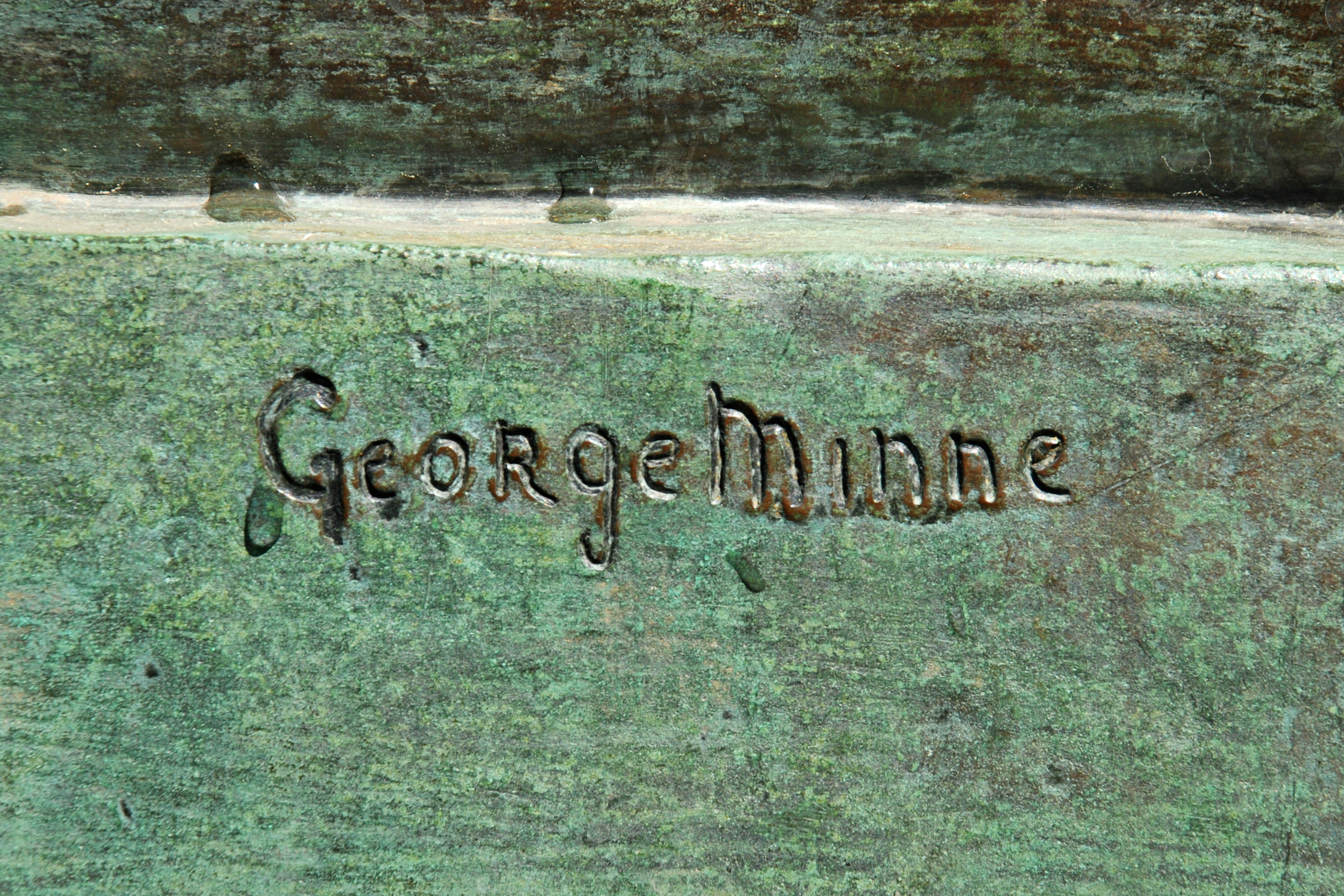
La signature de George Minne.
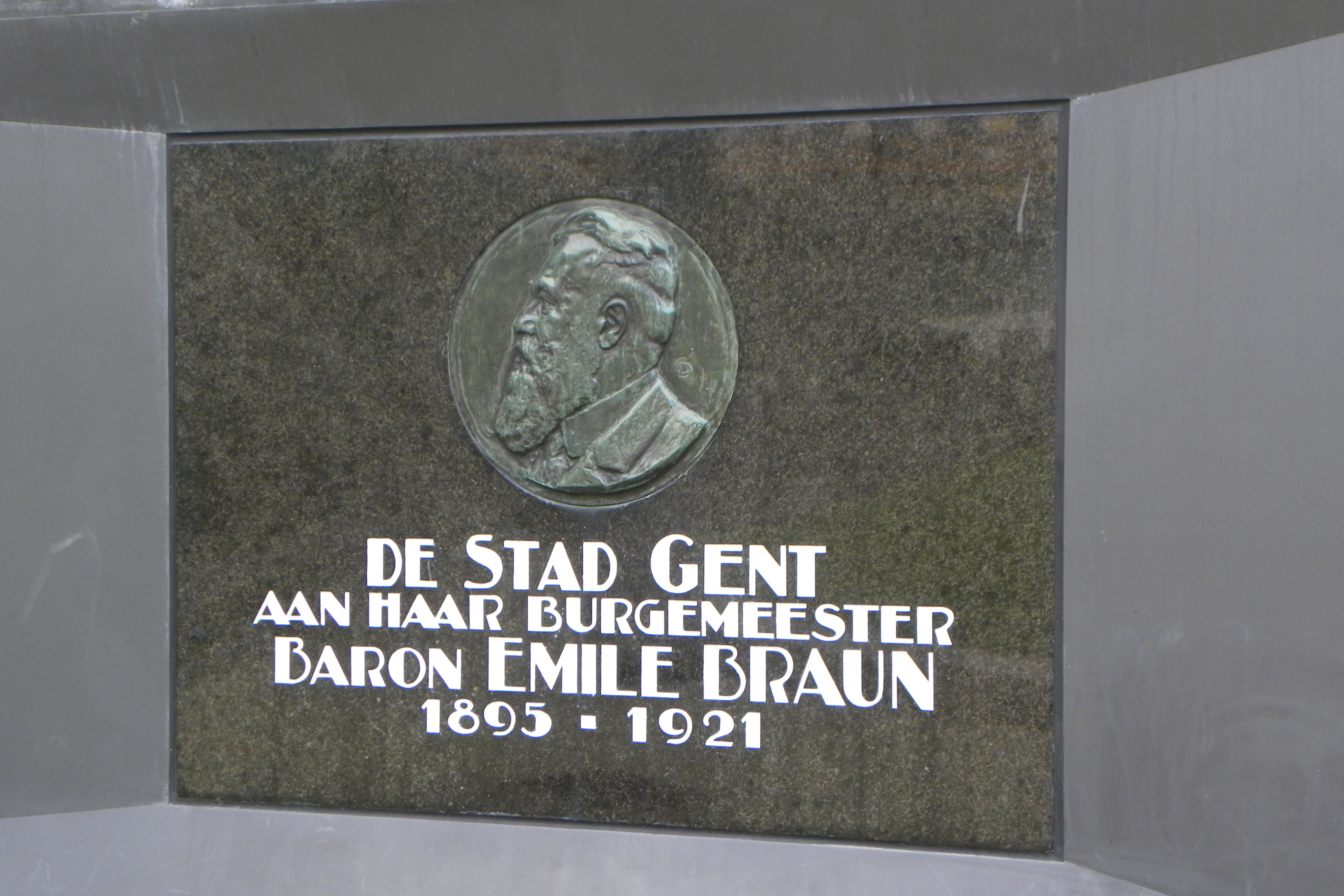
La dédicace au bourgmestre Émile Braun.

## Autres versions
Il existe plusieurs versions de cette fontaine :
- le modèle en plâtre est conservé au musée des Beaux-Arts de Gand[11],[4],[5] ;
- une version en bronze sur un bassin en pierre bleue (petit granit) est érigée à Bruxelles, rue de Louvain, dans la cour arrière du palais de la Nation[9],[5] qui abrite le Parlement fédéral belge ;
- une version en marbre est conservée dans le hall d'entrée du musée Folkwang d'Essen en Allemagne[4],[5].